# Riserva forestale Shume-Magamba
La Riserva forestale Shume-Magamba è un'area naturale protetta della Tanzania, situata sui monti Usambara occidentali. La riserva protegge una vasta area di foresta montana sino ai 2266 m di altitudine del monte Sungwi.
All'interno della riserva si trova l'unica popolazione nota di Encephalartos sclavoi, una cicadacea in pericolo critico di estinzione.